# Saidiya Hartman
Saidiya Hartman (* 1961) ist eine US-amerikanische Professorin für Literaturwissenschaft, die sich in ihrem Werk vor allem mit der Geschichte der Sklaverei auseinandersetzt.

## Leben

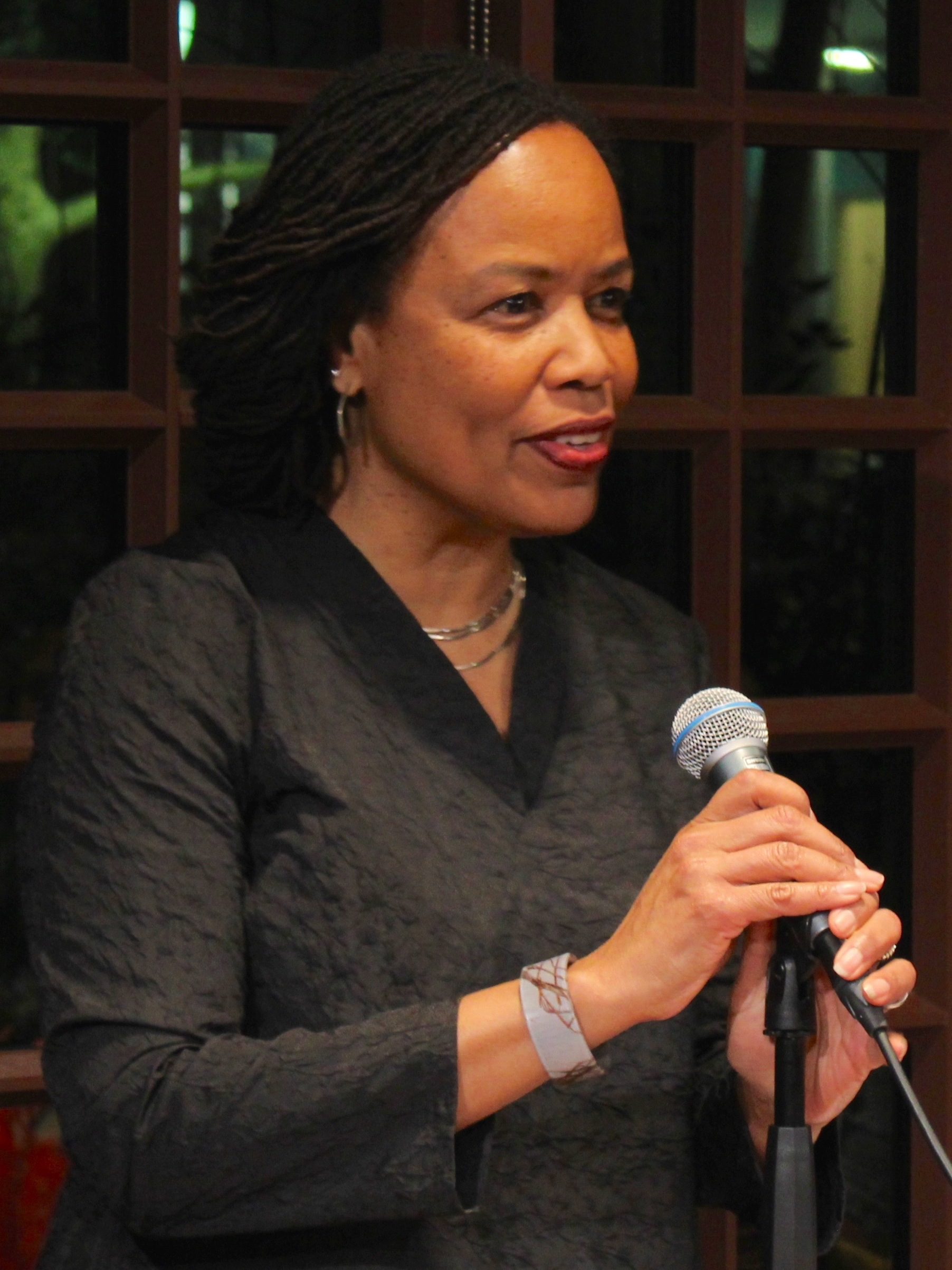
Saidiya Hartman (2020)

Die Familie von Saidiya Hartmans Mutter stammt aus Alabama, und ihr Vater aus einer Familie von Einwanderern aus Curaçao. Hartman selbst wuchs in Brooklyn auf, wo sie die Stuyvesant High School besuchte. Während der Schulzeit war sie Mitglied in sozialistischen Organisationen und Gruppen, die sich für reproduktive Rechte einsetzten. Nach der Schule studierte sie ein Jahr an der Wesleyan University und ein Jahr an der New York University. Sie änderte ihren Vornamen von Valerie zu Saidiya, dem Swahili-Wort für „helfen“. Sie promovierte in Yale mit einer Dissertation unter dem Titel Scenes of Subjection: Terror, Slavery, and Self-Making in Nineteenth-Century America, in der sie sich inspiriert von Foucault mit dem Nachwirken der Sklaverei auseinandersetzte. Im Anschluss, von 1992 bis 2006, lehrte sie in Berkeley und seit 2007 ist sie Professorin für englische und vergleichende Literaturwissenschaft an der Columbia University.

## Werk
Judith Butler beschreibt die Frage danach, ob die Sklaverei jemals geendet habe, als die Frage, zu der Hartman wieder und wieder zurückkehre. Ihr Vorgehen nennt Hartman „Critical Fabulation“, das sie im Essay Venus in Two Acts so beschreibt:

“By playing with and rearranging the basic elements of the story, by re-presenting the sequence of events in divergent stories and from contested points of view, I have attempted to jeopardize the status of the event, to displace the received or authorized account, and to imagine what might have happened or might have been said or might have been done.”

„Indem ich mit den Grundelementen der Geschichte spielte und sie neu anordnete, indem ich die Abfolge der Ereignisse in unterschiedlichen Geschichten und aus verschiedenen Blickwinkeln neu darstellte, habe ich versucht, den Status des Ereignisses in Frage zu stellen, die überlieferte oder autorisierte Darstellung zu verschieben und mir vorzustellen, was hätte geschehen oder gesagt oder getan werden können.“

## Rezeption und Auszeichnungen
Hartmans Texte gelten als Grundlagentexte für afro-pessimistisches Denken. Ihr Werk wird sowohl in der akademischen Forschung und Lehre als auch in aktivistischen Kreisen weit rezipiert. Ihr methodisches Vorgehen, ihre Werke mit fiktionalen und spekulativen Elementen, etwa über das Innenleben der von ihr beschriebenen Personen, anzureichern, wird kontrovers diskutiert.
Hartman war MacArthur Fellow, Guggenheim Fellow, Cullman Fellow und Fulbright Scholar. 2022 wurde sie zum Mitglied der American Academy of Arts and Sciences gewählt, 2024 zum internationalen Mitglied der British Academy. Ihr Buch Wayward Lives wurde mit dem National Book Critics Circle Award und dem PEN/John Kenneth Galbraith Award ausgezeichnet.

## Veröffentlichungen (Auswahl)
- Wayward Lives, Beautiful Experiments: Intimate Histories of Riotous Black Girls, Troublesome Women, and Queer Radicals. W.W. Norton & Company, New York 2019. ISBN 978-0-393-28567-3.
  - Aufsässige Leben, schöne Experimente, übersetzt von Anna Jäger, Claasen, Berlin 2022. ISBN 978-3-546-10042-7.
- „Diese bittere Erde (ist womöglich nicht, was sie scheint)“, übersetzt von Yasemin Dinçer. August Verlag, Berlin 2022. ISBN 978-3-94136-091-4.
- Lose Your Mother: A Journey Along the Atlantic Slave Route, Farrar, Straus and Giroux, New York 2007. ISBN 0-374-53115-3.
- Scenes of Subjection: Terror, Slavery, and Self-Making in Nineteenth-Century America, Oxford University Press, New York 1997. ISBN 0195089839.